# Liga dos Campeões da CONCACAF de 2015–16 – Fase de Grupos
A Fase de Grupos da Liga dos Campeões da CONCACAF de 2015–16 foi disputada entre 4 de agosto até 22 de outubro de 2015. Os vencedores de cada grupo avançaram a fase final.

## Calendário
O calendário para esta fase é a seguinte:
| Rodada    | Data                      |                           |
| --------- | ------------------------- | ------------------------- |
| 1ª Rodada | 4–6 de agosto de 2015     | 4–6 de agosto de 2015     |
| 2ª Rodada | 18–20 de agosto de 2015   | 18–20 de agosto de 2015   |
| 3ª Rodada | 25–27 de agosto de 2015   | 25–27 de agosto de 2015   |
| 4ª Rodada | 15–17 de setembro de 2015 | 15–17 de setembro de 2015 |
| 5ª Rodada | 22–24 de setembro de 2015 | 22–24 de setembro de 2015 |
| 6ª Rodada | 20–22 de outubro de 2015  | 20–22 de outubro de 2015  |

## Grupos
As partidas foram divulgadas em 29 de junho de 2015.
Todos os horários estão em (UTC−4).

### Grupo A
| Pos. | Equipe        | Pts | J | V | E | D | GP | GC | SG |
| ---- | ------------- | --- | - | - | - | - | -- | -- | -- |
| 1    | Santos Laguna | 9   | 4 | 3 | 0 | 1 | 12 | 3  | +9 |
| 2    | Saprissa      | 6   | 4 | 2 | 0 | 2 | 8  | 9  | –1 |
| 3    | W Connection  | 3   | 4 | 1 | 0 | 3 | 2  | 10 | –8 |

|               | WCO | SAP | SAN |
| ------------- | --- | --- | --- |
| W Connection  | —   | 2–1 | 0–1 |
| Saprissa      | 4–0 | —   | 2–1 |
| Santos Laguna | 4–0 | 6–1 | —   |

| 4 de agosto de 2015 | Santos Laguna                                 | 4 – 0     | W Connection | Estádio Corona, Torreón    |
| 22:00               | Djaniny 41', 68' · Escoboza 61' · Mendoza 90' | Relatório |              | Árbitro: GUA Mario Escobar |

| 20 de agosto de 2015 | Saprissa                                           | 4 – 0     | W Connection | Estádio Ricardo Saprissa Aymá, San Juan |
| 22:00                | Vega 31' · Guzmán 40' · Ramírez 70' · Flores 90+3' | Relatório |              | Árbitro: CAN Drew Fischer               |

| 25 de agosto de 2015 | Saprissa                | 2 – 1     | Santos Laguna | Estádio Ricardo Saprissa Aymá, San Juan |
| 22:00                | Angulo 55' · Araujo 78' | Relatório | Orozco 20'    | Árbitro: SLV Joel Aguilar               |

| 16 de setembro de 2015 | W Connection              | 2 – 1     | Saprissa      | Estádio Hasely Crawford, Port of Spain |
| 20:00                  | Frederick 35' · Jones 82' | Relatório | Colindres 38' | Árbitro: HON Héctor Rodríguez          |

| 22 de setembro de 2015 | W Connection | 0 – 1     | Santos Laguna | Estádio Hasely Crawford, Port of Spain |
| 20:00                  |              | Relatório | Rentería 2'   | Árbitro: USA Baldomero Toledo          |

| 20 de outubro de 2015 | Santos Laguna                                                                          | 6 – 1     | Saprissa  | Estádio Corona, Torreón   |
| 20:00                 | Rabello 38' · Djaniny 52' · Mendoza 55' · Izquierdoz 67' · González 69' · Escoboza 90' | Relatório | Escoe 49' | Árbitro: GUA Walter López |

### Grupo B
| Pos. | Equipe         | Pts | J | V | E | D | GP | GC | SG |
| ---- | -------------- | --- | - | - | - | - | -- | -- | -- |
| 1    | Tigres UANL    | 8   | 4 | 2 | 2 | 0 | 5  | 3  | +2 |
| 2    | Herediano      | 5   | 4 | 1 | 2 | 1 | 4  | 3  | +1 |
| 3    | Isidro Metapán | 3   | 4 | 1 | 0 | 3 | 4  | 7  | –3 |

|                | MET | HER | TIG |
| -------------- | --- | --- | --- |
| Isidro Metapán | —   | 2–0 | 1–2 |
| Herediano      | 3–0 | —   | 1–1 |
| Tigres UANL    | 2–1 | 0–0 | —   |

| 6 de agosto de 2015 | Herediano                                | 3 – 0     | Isidro Metapán | Estádio Eladio Rosabal Cordero, Heredia |
| 22:00               | Hansen 3' · Azofeifa 6' · Cunningham 58' | Relatório |                | Árbitro: PAN José Kellys                |

| 18 de agosto de 2015 | Tigres UANL     | 2 – 1     | Isidro Metapán | Estádio Universitário, San Nicolás de los Garza |
| 20:00                | Zamora 84', 86' | Relatório | Rugamas 5'     | Árbitro: USA Armando Villarreal                 |

| 26 de agosto de 2015 | Herediano        | 1 – 1     | Tigres UANL | Estádio Eladio Rosabal Cordero, Heredia |
| 22:00                | Hansen 33' (pen) | Relatório | Briseño 14' | Árbitro: GUA Jonathan Polanco           |

| 17 de setembro de 2015 | Isidro Metapán              | 2 – 0     | Herediano | Estádio Jorge Calero Suárez, Metapán |
| 22:00                  | Rugamas 63' · Salinas 90+3' | Relatório |           | Árbitro: MEX Roberto García          |

| 24 de setembro de 2015 | Isidro Metapán   | 1 – 2     | Tigres UANL           | Estádio Jorge Calero Suárez, Metapán |
| 22:00                  | Flores 35' (pen) | Relatório | Torres 23' · Uche 84' | Árbitro: BLZ Christopher Reid        |

| 21 de outubro de 2015 | Tigres UANL | 0 – 0     | Herediano | Estádio Universitário, San Nicolás de los Garza |
| 20:00                 |             | Relatório |           | Árbitro: USA Ricardo Salazar                    |

### Grupo C
| Pos. | Equipe        | Pts | J | V | E | D | GP | GC | SG  |
| ---- | ------------- | --- | - | - | - | - | -- | -- | --- |
| 1    | Querétaro     | 7   | 4 | 2 | 1 | 1 | 11 | 2  | +9  |
| 2    | San Francisco | 6   | 4 | 2 | 0 | 2 | 11 | 5  | –6  |
| 3    | Verdes        | 4   | 4 | 1 | 1 | 2 | 2  | 17 | –15 |

|               | VER | SFO | QUE |
| ------------- | --- | --- | --- |
| Verdes        | —   | 2–1 | 0–0 |
| San Francisco | 8–0 | —   | 2–1 |
| Querétaro     | 8–0 | 2–0 | —   |

| 4 de agosto de 2015 | Querétaro             | 2 – 0     | San Francisco | Estádio Corregidora, Querétaro |
| 20:00               | Villa 60' · Milke 70' | Relatório |               | Árbitro: CRC Jeffrey Solis     |

| 18 de agosto de 2015 | Verdes | 0 – 0     | Querétaro | Estádio FFB, Belmopan        |
| 22:00                |        | Relatório |           | Árbitro: JAM Valdin Legister |

| 26 de agosto de 2015 | San Francisco              | 2 – 1     | Querétaro | Estádio Maracaná, Cidade do Panamá |
| 20:00                | Rodríguez 89' · Alfaro 90' | Relatório | Sinha 77' | Árbitro: GUA Walter López          |

| 17 de setembro de 2015 | Querétaro                                                                 | 8 – 0     | Verdes | Estádio Corregidora, Querétaro |
| 22:00                  | Gutiérrez 15' · Villa 30', 51', 53', 85', 90' · Sinha 81' · Danilinho 86' | Relatório |        | Árbitro: SLV Elmer Bonilla     |

| 22 de setembro de 2015 | Verdes            | 2 – 1     | San Francisco | Estádio FFB, Belmopan          |
| 22:00                  | McCaulay 19', 88' | Relatório | Morán 13'     | Árbitro: MEX Oscar Macías Romo |

| 22 de outubro de 2015 | San Francisco                                                               | 8 – 0     | Verdes | Estádio Maracaná, Cidade do Panamá |
| 22:00                 | Pinilla 2' · Ruiz 17', 30', 77' · Zorrilla 33', 42' · Gil 67' · Jiménez 86' | Relatório |        | Árbitro: CRC Walter Quesada        |

### Grupo D
| Pos. | Equipe             | Pts | J | V | E | D | GP | GC | SG |
| ---- | ------------------ | --- | - | - | - | - | -- | -- | -- |
| 1    | Los Angeles Galaxy | 8   | 4 | 2 | 2 | 0 | 12 | 3  | +9 |
| 2    | Central            | 4   | 4 | 1 | 1 | 2 | 3  | 7  | –4 |
| 3    | Comunicaciones     | 4   | 4 | 1 | 1 | 2 | 2  | 7  | –5 |

|                    | CEN | COM | LAG |
| ------------------ | --- | --- | --- |
| Central            | —   | 1–0 | 1–1 |
| Comunicaciones     | 1–0 | —   | 1–1 |
| Los Angeles Galaxy | 5–1 | 5–0 | —   |

| 27 de agosto de 2015 | Comunicaciones | 1 – 0     | Central | Estádio Cementos Progreso, Cidade da Guatemala |
| 22:00                | Lalín 11'      | Relatório |         | Árbitro: PAN John Pitti                        |

| 17 de setembro de 2015 | Central    | 1 – 0     | Comunicaciones | Estádio Hasely Crawford, Port of Spain |
| 20:00                  | Guerra 61' | Relatório |                | Árbitro: CAN David Gantar              |

| 23 de setembro de 2015 | Central  | 1 – 1     | Los Angeles Galaxy | Estádio Hasely Crawford, Port of Spain |
| 20:00                  | Plaza 2' | Relatório | Gordon 82'         | Árbitro: PUR William Anderson          |

| 21 de outubro de 2015 | Comunicaciones  | 1 – 1     | Los Angeles Galaxy | Estádio Cementos Progreso, Cidade da Guatemala |
| 22:00                 | Blackburn 90+3' | Relatório | Gordon 84'         | Árbitro: MEX Fernando Guerrero                 |

### Grupo E
| Pos. | Equipe          | Pts | J | V | E | D | GP | GC | SG |
| ---- | --------------- | --- | - | - | - | - | -- | -- | -- |
| 1    | América         | 10  | 4 | 3 | 1 | 0 | 9  | 2  | +7 |
| 2    | Motagua         | 7   | 4 | 2 | 1 | 1 | 5  | 6  | –1 |
| 3    | Walter Ferretti | 0   | 4 | 0 | 0 | 4 | 2  | 8  | –6 |

|                 | WAL | MOT | AMÉ |
| --------------- | --- | --- | --- |
| Walter Ferretti | —   | 1–2 | 1–3 |
| Motagua         | 2–0 | —   | 1–1 |
| América         | 1–0 | 4–0 | —   |

| 5 de agosto de 2015 | América                                               | 4 – 0     | Motagua | Estádio Azteca, Cidade do México |
| 22:00               | Alvarado 2' · Aguilar 5' · Peralta 40' · Sambueza 55' | Relatório |         | Árbitro: USA Edvin Jurisevic     |

| 19 de agosto de 2015 | América    | 1 – 0     | Walter Ferretti | Estádio Azteca, Cidade do México |
| 22:00                | Arroyo 71' | Relatório |                 | Árbitro: PAN Jafeth Perea        |

| 27 de agosto de 2015 | Motagua                      | 2 – 0     | Walter Ferretti | Estádio Tiburcio Carías Andino, Tegucigalpa |
| 22:00                | Crisanto 68' · Hernández 75' | Relatório |                 | Árbitro: PUR William Anderson               |

| 16 de setembro de 2015 | Walter Ferretti | 1 – 3     | América                              | Estádio Nacional Dennis Martínez, Manágua |
| 22:00                  | Laureiro 39'    | Relatório | Quintero 13', 42' · Arroyo 27' (pen) | Árbitro: CRC Walter Quesada               |

| 24 de setembro de 2015 | Walter Ferretti | 1 – 2     | Motagua                         | Estádio Nacional Dennis Martínez, Manágua |
| 20:00                  | Leguías 75'     | Relatório | Andino 44' (pen) · Israel 90+3' | Árbitro: USA Chris Penso                  |

| 20 de outubro de 2015 | Motagua    | 1 – 1     | América    | Estádio Tiburcio Carías Andino, Tegucigalpa |
| 22:00                 | Andino 16' | Relatório | Arroyo 88' | Árbitro: SLV Marlon Mejía                   |

### Grupo F
| Pos. | Equipe                 | Pts | J | V | E | D | GP | GC | SG |
| ---- | ---------------------- | --- | - | - | - | - | -- | -- | -- |
| 1    | Seattle Sounders FC    | 7   | 4 | 2 | 1 | 1 | 6  | 3  | +3 |
| 2    | Olimpia                | 6   | 4 | 2 | 0 | 2 | 3  | 3  | 0  |
| 3    | Vancouver Whitecaps FC | 4   | 4 | 1 | 1 | 2 | 2  | 5  | –3 |

|                        | VAN | OLI | SEA |
| ---------------------- | --- | --- | --- |
| Vancouver Whitecaps FC | —   | 1–0 | 1–1 |
| Olimpia                | 1–0 | —   | 1–0 |
| Seattle Sounders FC    | 3–0 | 2–1 | —   |

| 5 de agosto de 2015 | Vancouver Whitecaps | 1 – 1     | Seattle Sounders FC | BC Place, Vancouver         |
| 22:00               | Parker 61'          | Relatório | Neagle 71'          | Árbitro: MEX Luis Santander |

| 19 de agosto de 2015 | Seattle Sounders FC             | 2 – 1     | Olimpia | CenturyLink Field, Seattle |
| 22:00                | Friberg 90' · Evans 90+7' (pen) | Relatório | Elis 5' | Árbitro: SKN Kimbell Ward  |

| 26 de agosto de 2015 | Olimpia  | 1 – 0     | Seattle Sounders FC | Estádio Tiburcio Carías Andino, Tegucigalpa |
| 22:00                | Elis 60' | Relatório |                     | Árbitro: DOM Sandy Vásquez                  |

| 16 de setembro de 2015 | Vancouver Whitecaps | 1 – 0     | Olimpia | BC Place, Vancouver        |
| 22:00                  | Froese 42'          | Relatório |         | Árbitro: CRC Jeffrey Solis |

| 23 de setembro de 2015 | Seattle Sounders FC           | 3 – 0     | Vancouver Whitecaps | CenturyLink Field, Seattle     |
| 22:00                  | Neagle 32', 47' · Barrett 39' | Relatório |                     | Árbitro: MEX Fernando Guerrero |

| 22 de outubro de 2015 | Olimpia      | 1 – 0     | Vancouver Whitecaps | Estádio Tiburcio Carías Andino, Tegucigalpa |
| 22:00                 | Martínez 69' | Relatório |                     | Árbitro: BRB Trevor Taylor                  |

### Grupo G
| Pos. | Equipe         | Pts | J | V | E | D | GP | GC | SG |
| ---- | -------------- | --- | - | - | - | - | -- | -- | -- |
| 1    | Real Salt Lake | 10  | 4 | 3 | 1 | 0 | 4  | 1  | +3 |
| 2    | Municipal      | 4   | 4 | 1 | 1 | 2 | 3  | 4  | –1 |
| 3    | Santa Tecla    | 2   | 4 | 0 | 2 | 2 | 2  | 3  | –1 |

|                | TEC | MUN | RSL |
| -------------- | --- | --- | --- |
| Santa Tecla    | —   | 1–1 | 0–0 |
| Municipal      | 2–1 | —   | 0–1 |
| Real Salt Lake | 2–1 | 1–0 | —   |

| 4 de agosto de 2015 | Municipal | 0 – 1     | Real Salt Lake | Estádio Mateo Flores, Cidade da Guatemala |
| 22:00               |           | Relatório | Plata 1'       | Árbitro: HON Raúl Castro                  |

| 20 de agosto de 2015 | Santa Tecla  | 1 – 1     | Municipal  | Estádio Las Delicias, Santa Tecla |
| 22:00                | Zavaleta 61' | Relatório | Woodly 19' | Árbitro: NCA Óscar Davila         |

| 25 de agosto de 2015 | Municipal                   | 2 – 1     | Santa Tecla            | Estádio Mateo Flores, Cidade da Guatemala |
| 22:00                | Woodly 39' · Ruiz 86' (pen) | Relatório | Ricardinho Paraíba 76' | Árbitro: MEX Fernando Guerrero            |

| 15 de setembro de 2015 | Santa Tecla | 0 – 0     | Real Salt Lake | Estádio Las Delicias, Santa Tecla |
| 22:00                  |             | Relatório |                | Árbitro: LCA Leo Clarke           |

| 24 de setembro de 2015 | Real Salt Lake            | 2 – 1     | Santa Tecla | Rio Tinto Stadium, Sandy    |
| 22:00                  | García 73' · Martínez 78' | Relatório | Herrera 61' | Árbitro: JAM Kevin Morrison |

| 20 de outubro de 2015 | Real Salt Lake | 1 – 0     | Municipal | Rio Tinto Stadium, Sandy      |
| 22:00                 | Olave 43'      | Relatório |           | Árbitro: HON Melvin Matamoros |

### Grupo H
| Pos. | Equipe      | Pts | J | V | E | D | GP | GC | SG |
| ---- | ----------- | --- | - | - | - | - | -- | -- | -- |
| 1    | D.C. United | 10  | 4 | 3 | 1 | 0 | 9  | 3  | +6 |
| 2    | Árabe Unido | 6   | 4 | 2 | 0 | 2 | 5  | 4  | +1 |
| 3    | Montego Bay | 1   | 4 | 0 | 1 | 3 | 4  | 11 | –7 |

|             | MBU | ÁRA | DCU |
| ----------- | --- | --- | --- |
| Montego Bay | —   | 1–2 | 3–3 |
| Árabe Unido | 3–0 | —   | 0–1 |
| D.C. United | 3–0 | 2–0 | —   |

| 5 de agosto de 2015 | Árabe Unido                           | 3 – 0     | Montego Bay | Estádio Maracaná, Cidade do Panamá |
| 20:00               | González 29' · Addles 44' · Small 79' | Relatório |             | Árbitro: MEX Francisco Chacón      |

| 19 de agosto de 2015 | Árabe Unido | 0 – 1     | D.C. United | Estádio Maracaná, Cidade do Panamá |
| 20:00                |             | Relatório | Aguilar 85' | Árbitro: JAM Karl Tyrell           |

| 25 de agosto de 2015 | D.C. United                           | 3 – 0     | Montego Bay | RFK Stadium, Washington, D.C. |
| 20:00                | Aguilar 37' · Opare 70' · Doyle 90+1' | Relatório |             | Árbitro: CRC Henry Bejarano   |

| 15 de setembro de 2015 | D.C. United            | 2 – 0     | Árabe Unido | RFK Stadium, Washington, D.C. |
| 20:00                  | Doyle 1' · Jeffrey 22' | Relatório |             | Árbitro: GUY Sherwin Moore    |

| 22 de setembro de 2015 | Montego Bay                               | 3 – 3     | D.C. United                            | Montego Bay Sports Complex, Montego Bay |
| 20:00                  | Woozencroft 26' · Williams 29', 49' (pen) | Relatório | Arrieta 59' · Opare 78' · Farfan 90+3' | Árbitro: CUB Yadel Martínez             |

| 22 de outubro de 2015 | Montego Bay | 1 – 2     | Árabe Unido           | Montego Bay Sports Complex, Montego Bay |
| 20:00                 | Ottey 90'   | Relatório | Polo 75' · Arroyo 83' | Árbitro: MEX José Peñaloza              |